# Jean-Alphonse Edris
Jean-Alphonse Edris (5 novembre 1996) è un giocatore di football americano francese che gioca come defensive back per i Paris Musketeers.

## Palmarès
- 1 World Games (2017)
- 1 Europeo (2018)